# Walmart

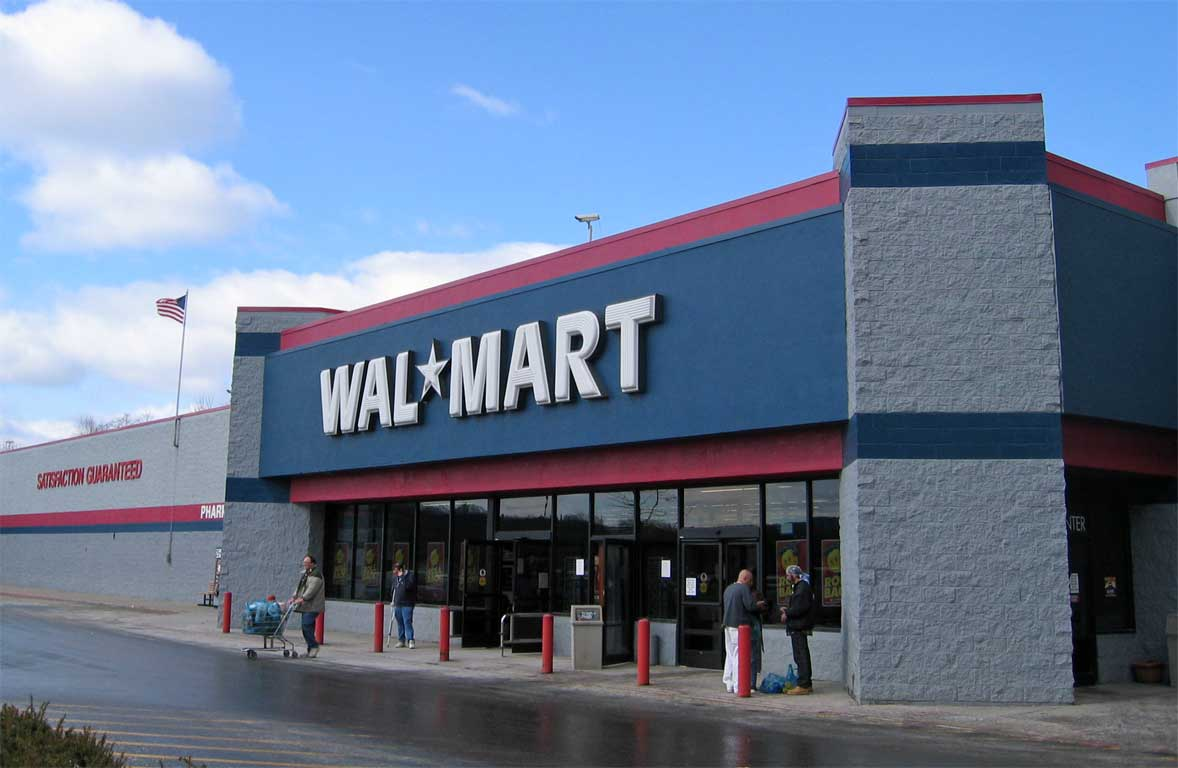
Egy amerikai Wal-Mart áruház kívülről (régi logóval)

Az amerikai Wal-Mart Stores céget 1962-ben alapította Sam Walton. A világ egyik legnagyobb kiskereskedelmi cége és árbevétele alapján a világ legnagyobb vállalata. A 2005. január 31-én záruló pénzügyi év végén a cég 10,3 milliárd dollárnyi bruttó nyereséget jelentett 285,2 milliárd dolláros forgalom mellett, ami 3,6%-os profitot jelent. A cég részvénye egyike annak a harminc részvényből álló kosárnak, amelyből a Dow Jones Ipari Átlagot számítják.
Ha a Wal-Mart egy ország lenne, GDP-je alapján a világ 33. legnagyobb gazdasága lehetne Ukrajna és Kolumbia között.
Az Amerikai Egyesült Államokban, Mexikóban és Kanadában a legtöbb alkalmazottat foglalkoztató munkaadó a versenyszférában. Az USA-ban a kiskereskedelmi piac 8,9%-át tudhatja magáénak.